# فريدا روبشايت روبنز
فريدا روبشايت روبنز (بالألمانية: Frieda Robscheit-Robbins)‏ (بالإنجليزية: Frieda Robscheit-Robbins) ولدت في 8 يونيو 1888 وتوفيت في 18 ديسمبر 1973. هي عالمة أمراض (باثولوجيا) أمريكية، ألمانية الأصل، عملت مع جورج هويت ويبل، إذ تشاركوا معًا في البحث العلمي حول استخدام نسيج الكبد في علاج فقر الدم الخبيث، وتشاركا في تأليف 21 ورقة علمية بين عامي 1925 و1930. نال ويبل جائزة نوبل في عام 1934 عرفانًا بعمله، لكن روبشايت روبنز لم تنل تلك الجائزة رسميًّا، لكن ويبل تشارك قيمة الجائزة المالية معها. وإذا كانت حصلت على الجائزة مع ويبل، كانت روبشايت روبنز ستصبح السيدة الثانية التي تحصل عليها بعد ماري كوري، والسيدة الأمريكية الأولى التي تحصل عليها.
وصِفت روبشايت روبنز في عام 1981، كامرأة «لها حضور مميز» والتي كانت تحضر دائما مرتدية الماس وشعرها مصفف بأناقة.
في عام 2002، أشارت مجلة ديسكوفر في مقال بها بعنوان «أهم 50 امرأة في العلوم» أن مساهماتها العلمية تستحق المزيد من الإشادة.

## النشأة والتعليم
ولدت في ألمانيا، وانتقلت روبشايت روبنز إلى الولايات المتحدة عندما كانت طفلة. وحصلت على البكالوريوس من جامعة شيكاغو، ونالت درجة الماجستير من جامعة كاليفورنيا، والدكتوراة من جامعة روتشستر.

## البحث العلمي
أسس ويبل وروبشايت روبنز نموذجًا حيوانيًّا لفقر الدم. ووجدا أن الكلاب عندما تفقد كمية من الدم يظهرون أعراضًا تشبه فقر الدم. وبمجرد تأسيس النموذج التجريبي، استطاعا اختيار العلاجات التجريبية. اختبرا أنواعًا من الحمية الغذائية مبنية على الأعضاء المختلفة: الطحال والرئة والكبد والأمعاء..إلخ. وجدا أن الكلاب التي تتناول الكبد تشفى أسرع من غيرها، مما يقترح أن فقر الدم يرتبط بخلل وظيفي في الكبد.
أجري البحث الأولي في بداية عشرينات القرن الماضي في مؤسسة جورج ويليام هوبر، في جامعة كاليفورنيا، حيث وجد أن المشمش مفيد في علاج بعض أنواع فقر الدم في الكلاب. كانت تلك النتيجة مدهشة للغاية للباحثين لدرجة أنها لم تُنشر. إلا أن العمل استمر في جامعة روتشستر، نيويورك من 1922، حيث قارن الباحثون كفاءة المواد المختلفة في علاج فقر الدم.
بدأت روبشايت روبنز العمل مع ويبل في عام 1917، وكانت شريكته البحثية لمدة 18 عامًا. وأثناء فترة تعاونها مع ويبل من 1917 حتى 1955، كتبت ما يفوق 100 مقالة حول نتائج أبحاثها، بالإضافة إلى العديد من فصول كتب المراجع العلمية حول فقر الدم. كانت أول الأسماء المؤلفة على أهم ورقة علمية لويبل، والمؤلف الأول هو المسئول الأول عن العمل في الغالب، الذي يبنى عليه محتوى الورقة العلمية، وفي كثير من مجالات البحث العلمي يُعتبر المؤلف الأخير مدير المختبر أو المحقق الأساسي المسئول عن إدارة العمل. كانت روبشايت روبنز مشاركة في تأليف 10 أوراق علمية من أصل 23 ورقة علمية استشهد بها ويبل في حصوله على جائزة نوبل.
في عام 1951، انتخبت روبشايت روبنز كرئيسة للجمعية الأمريكية لعلم الأمراض التجريبي، لتكون أول امرأة تحمل هذا المنصب.

## الحياة الشخصية
تزوجت روبشايت روبنز من أو. في. شبراغ. وماتت في ديسمبر من عام 1973 في توكسون، أريزونا، الولايات المتحدة الأمريكية.